# District de Baktalórántháza
Le district de Baktalórántháza (en hongrois : Baktalórántházai járás) est un des 13 districts du comitat de Szabolcs-Szatmár-Bereg en Hongrie. Il compte 19 521 habitants et rassemble 12 localités : 11 communes et une seule ville, Baktalórántháza, son chef-lieu.
Cette entité existait déjà auparavant, dans le comitat de Szabolcs sous le nom de Nyírbaktai járás jusqu'en 1950. Après la réorganisation comitale de 1950, le district a pris le nom de Baktalórántházi járás est a fait partie du nouveau comitat de Szabolcs-Szatmár. L'entité a été supprimée en 1970.

## Localités
- Baktalórántháza
- Besenyőd
- Laskod
- Levelek
- Magy
- Nyíribrony
- Nyírjákó
- Nyírkércs
- Ófehértó
- Petneháza
- Ramocsaháza
- Rohod